# ولف پوینت (مونتانا)
ولف پوینت (به انگلیسی: Wolf Point) شهری در ایالت مونتانا کشور ایالات متحده آمریکا است که جمعیت آن در سرشماری سال ۲۰۱۰ میلادی، ۲٬۶۲۱ نفر بوده‌است.